# Richard Årlin
Richard Årlin, född 1945 i Malmö, är en svensk grafiker och konstnär. Son till skådespelaren Georg Årlin.
Tillverkar papper, tillverkar egna typer till sitt eget typsnitt, trycker och binder böcker som han själv både skrivit och illustrerat. Årlin är representerad vid bland annat Moderna museet i Stockholm och Kalmar konstmuseum.

### Fotnoter
1. ↑  Archive of Fine Arts, abART person-ID: 75298.[källa från Wikidata]
2. ↑  Moderna museet
3. ↑  Kalmar konstmuseum